# Arrenurus pinguisomus
Arrenurus pinguisomus är en kvalsterart som beskrevs av Cook 1954. Arrenurus pinguisomus ingår i släktet Arrenurus och familjen Arrenuridae. Inga underarter finns listade i Catalogue of Life.